# Audiometr

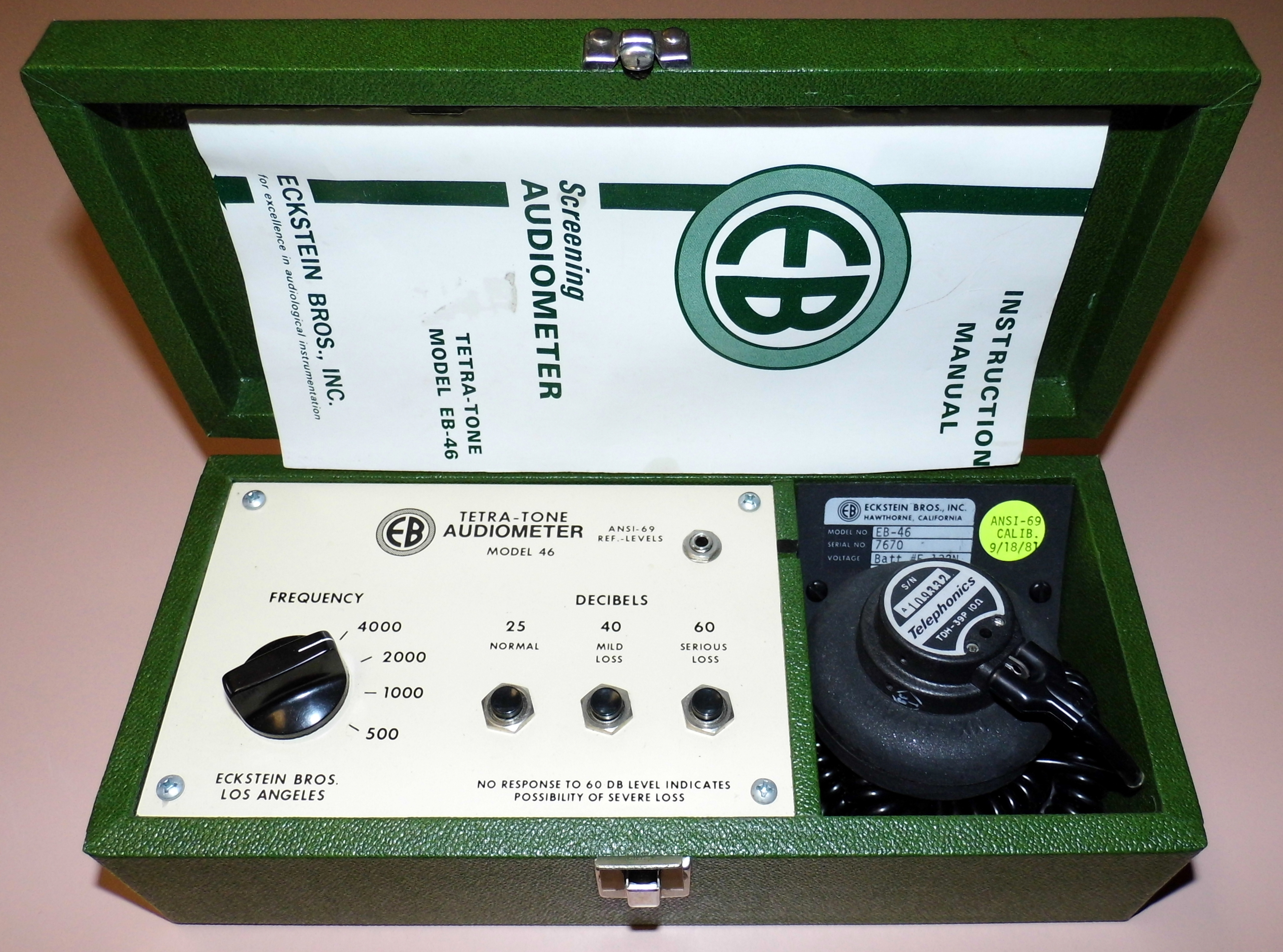
Audiometr z 1975 roku.

Audiometr (łac. audio → słyszę, gr. metréō → mierzę) – urządzenie akustyczne służące do diagnostyki zaburzeń organicznych narządu słuchu. 
Podstawowym elementem audiometru jest generator akustyczny. Odbieranie tonów przez badanego odbywa się w drodze przewodnictwa kostnego lub powietrznego. Regulator natężenia dźwięku wyskalowany jest w decybelach HL. W czasie badania pacjent sygnalizuje odczuwanie dźwięków o odpowiednim zakresie.
Obecnie w badaniach przesiewowych słuchu stosuje się trzy nieinwazyjne metody:
- Rejestracji otoemisji akustycznej (TEOAE lub DPOAE) – bada prawidłowość funkcjonowania zewnętrznych komórek rzęsatych.
- Pomiaru słuchowych potencjałów wywołanych pnia mózgu (ABR – ang. Auditory Brainstem Response) – bada czy sygnał akustyczny został przesłany do mózgu. Opiera się na pomiarze zmian aktywności mózgu będącej reakcją na przesłany do niego sygnał akustyczny.
- Audiometrii tonalnej

Aby zwiększyć dokładność pomiarów, i zmniejszyć liczbę fałszywych wskazań łączy się metody OAE oraz ABR, lub stosuje się wszystkie trzy metody.
Polskim wkładem w diagnostykę słuchu jest seria audiometrów Kuba Mikro, powstała przy współpracy Instytutu Systemów Sterowania oraz Instytutu Fizjologii i Patologii Słuchu